# Zhi Gin Lam
Zhi Gin Andreas Lam (chinesisch 林志堅, Jyutping Lam1, Zi3gin1, kantonesisch Lam Zhi-gin; * 4. Juni 1991 in Hamburg) ist ein deutscher Fußballspieler, der zurzeit beim Oberligisten TuS Dassendorf aktiv ist. Im deutschen Profifußball war er für den Hamburger SV und die SpVgg Greuther Fürth aktiv.

## Karriere

### Verein

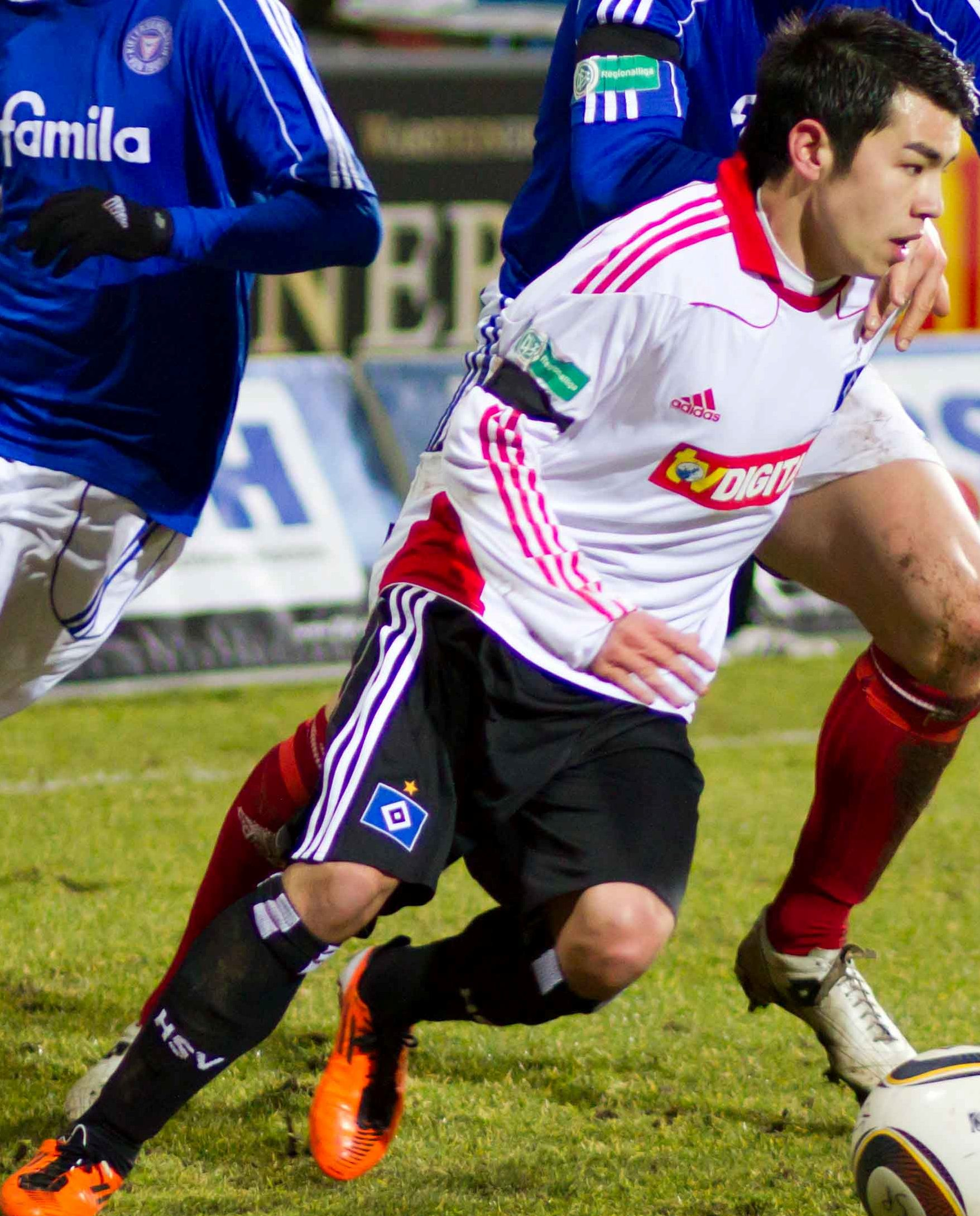
Zhi Gin Lam im Einsatz für den HSV II (2011)

Der Sohn einer Deutschen und eines Hongkongers aus der ehemaligen britischen Kronkolonie begann seine Karriere 1999 beim VfL Lohbrügge, den er 2003 in Richtung des SV Nettelnburg/Allermöhe verließ. 2005 wechselte er in die Jugendabteilung des Hamburger SV, in der er bis einschließlich der Saison 2009/10 aktiv war.
Zur Saison 2010/11 wurde Lam festes Mitglied der zweiten Mannschaft des HSV (U-23). Bereits in der Vorsaison hatte Lam, der zu diesem Zeitpunkt noch im Kader der A-Jugend (U-19) stand, zwei Spiele in der viertklassigen Regionalliga im Team von Rodolfo Cardoso bestritten. In seiner ersten Saison im Seniorenbereich entwickelte sich Lam schnell zum Stammspieler.
Zu Beginn der Saison 2011/12 stand Lam zunächst wieder im Kader der zweiten Mannschaft. Nachdem sein U-23-Trainer Cardoso nach der Entlassung des Trainers der ersten Mannschaft Michael Oenning am 19. September 2011 als Interimstrainer eingesprungen war, nominierte er ihn in den 18-köpfigen Kader für das Bundesligaspiel gegen den VfB Stuttgart am 23. September 2011. Lam stand bei seinem Bundesligadebüt beim 2:1-Auswärtssieg in der Startelf und erhielt für seine Leistung über 65. Minuten „Lob von allen Seiten“. Am 17. November 2011 unterschrieb Lam seinen ersten Profivertrag bis zum 30. Juni 2015 und wurde zum festen Mitglied der ersten Mannschaft. Bis zur Winterpause folgten weitere Einsätze zumeist als Einwechselspieler. In der Rückrunde kam Lam nur auf einen Einsatz am 18. Spieltag gegen Borussia Dortmund. Ansonsten kam er wieder in der U-23 zum Einsatz.
In Testspielen in der Vorbereitung zur Saison 2012/13 überzeugte Lam als Rechtsverteidiger. So erhielt er im ersten Pflichtspiel der Saison im DFB-Pokal den Vorzug vor Dennis Diekmeier auf der Position des Rechtsverteidigers und wird auch in den Kaderlisten als Verteidiger genannt. Nach zwei Muskelfaserrissen im Laufe der Hinrunde verlor er den Anschluss und wurde in der zweiten Mannschaft eingesetzt, um wieder Spielpraxis zu sammeln. Am 8. Dezember 2012 gab er beim 2:0-Heimsieg gegen die TSG 1899 Hoffenheim schließlich sein Comeback im Profiteam. Auch in der Rückrunde blieb ihm das Verletzungspech treu. Am 14. September 2013 (5. Spieltag der Saison 2013/14) gelang ihm bei der 2:6-Niederlage im Auswärtsspiel gegen Borussia Dortmund mit dem Treffer zum zwischenzeitlichen 1:2 in der 26. Minute sein erstes Bundesligator. Insgesamt kam Lam in der Saison aufgrund anhaltender muskulärer Beschwerden und einer Schambeinentzündung nur zu neun Einsätzen in der Bundesliga.
Beim HSV konnte sich Lam – auch aufgrund vieler Verletzungen – nicht durchsetzen. Er wechselte daraufhin zur Saison 2014/15 in die 2. Bundesliga zur SpVgg Greuther Fürth, bei der er einen Dreijahresvertrag bis zum 30. Juni 2017 unterschrieb.
Nach zwei Jahren in Fürth wechselte Lam nach Hongkong zu Kitchee SC. Dort erzielte er in 31 Ligaspielen zwei Tore.
Nach ebenfalls zwei Jahren beim Kitchee SC wechselte Lam zum R&F (Hong Kong). Ende Januar 2021 kehrte er nach Deutschland zurück und schloss sich im Hamburger Umland dem TuS Dassendorf an, der in der fünftklassigen Oberliga Hamburg spielt.

### Nationalmannschaft
Aufgrund seiner Abstammung wäre Lam auch für die Nationalmannschafts Hongkongs spielberechtigt. Lam lehnte allerdings 2012 eine Einladung ab, da er für Deutschland spielen wolle. 2011 wurde Lam erstmals in den Kader der Deutschen U-20-Fußballnationalmannschaft berufen, musste aber wegen einer Erkältung absagen.